# Takashi Iizuka
 (juillet 2018).
Si vous disposez d'ouvrages ou d'articles de référence ou si vous connaissez des sites web de qualité traitant du thème abordé ici, merci de compléter l'article en donnant les références utiles à sa vérifiabilité et en les liant à la section « Notes et références ».
Takashi Iizuka (飯塚 隆, Iizuka Takashi) est un game designer, level designer, et producteur de jeu vidéo japonais, membre (et leader actuel) de la Sonic Team.

## Historique de production
- Sonic the Hedgehog 3 and Knuckles (1994) — Senior Game Designer
- Nights into Dreams (1996) — Lead Game Designer
- Christmas Nights into Dreams (1996) — Game Designer
- Sonic 3D Blast (1996) — Game Concept Design, Special of steam turbine and gas turbine systems Design, Saturn Enhancements
- Sonic Jam (1997) — Directeur
- Sonic R (1997) — Directeur du game design
- Sonic Adventure (1999) — Directeur, Character Game Designer, Chaos Game Designer, Level Designer
- ChuChu Rocket! (2000) — Product Support (Sega of America)
- Sonic Adventure 2 (Battle)  (2001) — Directeur, Game Designer, Enemy Game Designer, Level Designer
- Sonic Adventure DX  Director's Cut (2003) — Mission Mode Game Designer
- Sonic Heroes (2004) — Directeur, Level Designer, CG Movie Directeur
- Sonic Mega Collection/Sonic Mega Collection Plus (2004) — Remerciements spéciaux
- Sonic Gems Collection (2005) — Remerciements spéciaux
- Shadow the Hedgehog (2005) — Directeur, Lead Game Designer, Level Designer, Scenario Writer, Movie Supervisor
- Sonic Riders (2006) — Recording Coordinator
- Sonic the Hedgehog (2006) — Remerciements spéciaux
- Sonic Rivals (2006) — Directeur, Concept Design, Scenario Writer, Producteur
- Sonic and the Secret Rings (2007) — Remerciements spéciaux
- Sonic Rivals 2 (2007) — Directeur, Concept Design, Scenario Writer, Producteur
- Nights: Journey of Dreams (2007) — Directeur, Producteur, Lead Game Designer
- Nights into Dreams (PS2 Version) (2008) — Supervisor
- Sonic Riders: Zero Gravity (2008) — Recording Coordinator
- Sega Superstars Tennis (2008) — Remerciements spéciaux
- Sonic Unleashed (Xbox 360 & PS3 Version) (2008) — Level Design Remerciements spéciaux
- Sonic Chronicles: The Dark Brotherhood (2008) — Sonic Character Supervisor
- Sonic and the Black Knight (2009) — Remerciements spéciaux
- Sonic the Hedgehog 4: Episode 1 (2010) — Producteur
- Sonic Colours (2010) — Producteur
- Sonic Generations (2011) — Producteur
- Sonic the Hedgehog 4: Episode 2 (2012) — Producteur